# Pintando o Sete
Pintando o Sete é um filme longa-metragem brasileiro de comédia do diretor Carlos Manga e estrelado por Oscarito, Cyll Farney, Sônia Mamede e Ilka Soares, lançado em 1959.

## Enredo
O palhaço Catito (Oscarito) foge de um casamento forçado com a filha de um coronel e para isto embarca no automóvel de Cláudio, um médico que está noivo de Silvia, de quem está com ciúmes porque ela receberá a visita de um intelectual vindo da França.
Para fazer frente ao concorrente, Cláudio contrata Catito a fim de que este finja ser o famoso pintor Picansô que, assim, realiza uma vernissagem onde todos se admiram do grande talento pictórico; durante o evento Cláudio conhece Gilda e a irmã desta, Zilá, descobre a farsa do palhaço e, em troca de seu silêncio, força Catito a colaborar na tentativa de fazer com que o médico se enamore da irmã.
Catito consegue vender alguns quadros a ricos fregueses, que acreditam ser ele o grande Picansô; enquanto isto Zilá e o palhaço arquitetam um plano em que flagrariam o médico e sua irmã juntos, em casa dele; assim, acompanhada de seu namorado Epaminondas e do pai — o juiz Mendonça — Zilá vai até a casa de Cláudio mas em vez da irmã e do médico, encontram o coronel Tibúrcio atrás do prometido para sua filha; também os ricos que haviam comprado obras do falso Picansô surgem, querendo o dinheiro de volta e tem lugar uma grande confusão.
Ao final tudo se resolve: Epaminondas se casa com a filha do coronel, Cláudio se casa com Gilda e sua ex-noiva Silvia vai para a Europa com Picansô, o artista real; Catito e Zilá partem juntos para os Estados Unidos.

## Elenco
Compunham o elenco principal do filme:
- Oscarito, como o palhaço Catito
- Cyll Farney, o médico Cláudio
- Sônia Mamede, como Zilá
- Ilka Soares, como Silvia
- Mária Pétar, como Gilda
- Antônio Carlos Pires, como Epaminondas
- Grijó Sobrinho, como coronel Tibúrcio
- Abel Pêra, como o juiz, Dr. Mendonça
- Vera Regina, como Marlene
- Ema D'Ávila, como Filomena